# SN 2010by
SN 2010by – supernowa odkryta 18 marca 2010 roku w galaktyce A151439+2825. W momencie odkrycia miała maksymalną jasność 18,40m.